# John Diefenbaker
John George Diefenbaker, PC, CH, QC (n. 18 septembrie 1895 – d. 16 august 1979) a condus Canada ca al 13-lea prim-ministru, servind din 21 iunie 1957 până pe 22 aprilie 1963.